# Pogostiszcze (rejon diedowiczski)
Pogostiszcze (ros. Погостище) – wieś (ros. деревня, trb. dieriewnia) w zachodniej Rosji, centrum administracyjne wołostu Wiazjewskaja (osiedle wiejskie) rejonu diedowiczskiego w obwodzie pskowskim.

## Geografia
Miejscowość położona jest w dorzeczu rzeki Szełoń, 5 km od centrum administracyjnego rejonu (Diedowiczi), 96 km od stolicy obwodu (Psków).
W granicach miejscowości znajdują się ulice: Nowaja, Mira, Mołodiożnaja.

## Demografia
W 2010 r. miejscowość zamieszkiwały 193 osoby.